# (3728) IRAS
(3728) IRAS est un astéroïde de la ceinture principale.

## Description
(3728) IRAS est un astéroïde de la ceinture principale. Il fut découvert le 23 août 1983 aux États-Unis par le projet IRAS. Il présente une orbite caractérisée par un demi-grand axe de 2,65 UA, une excentricité de 0,21 et une inclinaison de 22,6° par rapport à l'écliptique.

## Compléments